# スティッフパーソン症候群
スティッフパーソン症候群（ - しょうこうぐん、stiff-person syndrome:SPS）とは、非常に稀な進行性の神経性疾患で、自己免疫疾患の一種。 筋肉を弛緩させるための神経系統がうまく働かず、痛みを伴う体の硬直や筋痙攣を起こし、音や接触などの体感によって症状が誘発、悪化する（別名：スティッフマン症候群（stiff-man syndrome:SMS）、スティフ・マン症候群、全身強直症候群、全身硬直症候群、stiff-person症候群、stiff-man症候群、Moersch-Woltman syndrome）。

## 概要
体を動かす際に本来は交互に働く主動筋と拮抗筋が、力を緩めることができず同時に収縮したままとなり、筋肉の硬直や痙攣、ミオクローヌスを引き起こす。また、感覚・刺激への反応が敏感になり、大きな音や体の接触、状況の急な変化などによって筋肉の症状が誘発、悪化する。これらの症状は中枢神経における抑制性神経伝達（GABA作動性、グリシン作動性）の低下により生じる。これらの低下は、グルタミン酸デカルボキシラーゼ (GAD) やアンフィフィシン、ゲフィリン、グリシン受容体など、GABAやグリシンに関連する体内物質が自己免疫により失われたために起こると考えられている。

### 歴史
1956年、メイヨークリニックのMoerschとWoltmanによりはじめて報告された。

## 種類
初期に報告されたSPS（古典的SPS）は体幹の硬直を主症状とする。一方、別の臨床症状を特徴とするSPSの亜型がいくつか報告され、その後、これらをSPSプラス症候群とする考えが提起された。この中には、筋硬直を伴う進行性脳脊髄炎 (PER) 、筋反射性スティッフマン症候群、四肢・脚部を主部位とするSLSの3タイプが上げられている。

### 古典的SPS
数年単位で慢性的に進行する。主に体幹（胸、腹部、腰、背中）を主部位として、筋硬直（強直）や痙攣が発生する。しだいに症状は近位四肢（ふとももや二の腕）にも現れ、さらには全身へと症状が進行する。長期のSPSでは、PERMの症状（突然死、脳幹障害）が現れることもある。

### 筋硬直を伴う進行性脳脊髄炎
(Progressive encephalomyelitis with rigidity; PER)
全身に症状が現れる。数週間から数か月で急激に悪化し、突然死を起こす場合もある。脳幹障害（眼球運動障害、難聴、構音・嚥下障害など）、長経路徴候が顕著に表れ、典型的なSPSと区別される。しかし、長期のSPSはPERM様の症状が出現することもある。
別名：筋硬直とミオクローヌスを伴う進行性脳脊髄炎 (Progressive encephalomyelitis with rigidity and myoclonus; PERM) 。

### 筋反射性スティッフマン症候群
(jerking stiff-man syndrome)
ミオクローヌス反射 (myoclonic jerks) のあるスティッフパーソン症候群。この反射は脳幹症状と考えられるが、PERと異なり、長経路障害は見られない。この病気については、筋硬直を伴う進行性脳脊髄炎と同じ病気とする文献もある一方、ミオクローヌス反射を古典的SPSの症状の一つとする考え方のように、SPSの亜型として扱わない文献もある。
別名：筋反射性SMS (jerking SMS) 、ミオクローヌス関連SPS (SPS associated with myoclonus) 。

### 四肢硬直症候群、脚部硬直症候群(SLS)
障害の発生部位が、一部の四肢（腕、脚）に限定される（限局性SPS）。全身に進行することは少ないとされたが、現在は、典型的SPSに進行する前段階とも言われている。ミオクローヌス反射は見られない。
別名：stiff-limb症候群 (stiff-limb syndrome; SLS) 、stiff-leg症候群 (stiff-leg syndrome) 。

## 合併症
主な合併症として、自己免疫疾患、傍腫瘍症候群がある（#原因 - #腫瘍随伴性も参照）。

### 自己免疫疾患
SPSでは、さまざまな自己免疫疾患、自己抗体が現れる。抗GAD抗体陽性のSPSで多いのが1型糖尿病で、最大35%という報告もある。甲状腺疾患（橋本病、バセドウ病）、悪性貧血、白斑の併発例も多いとされる。そのほか、重症筋無力症、多発性硬化症などの併発例がある。

### 神経性症状
SPSでは、運動失調（10%）、てんかん（5-10%）、眼球運動障害、単一恐怖・不安症などの神経性症状を併発することが多い。

## 原因
この病気は自己免疫疾患と考えられており、数種類の自己抗体が原因物質とされている。しかし、抗体が検出されない（陰性の）症例もある。特に重要とされるのはグルタミン酸デカルボキシラーゼに対する自己抗体・抗GAD抗体、抗アンフィフィシン抗体である。

### 自己抗体
SPSの症状に関連すると考えられる抗体は、抗GAD抗体、抗アンフィフィシン抗体、抗ゲフィリン抗体、抗GABARAP抗体、抗GLRA1抗体がある。抗GAD抗体は患者の60%で見つかるとされるが、85%とする文献もある。抗アンフィフィシン抗体は患者の数%で発見される。抗GABARAP抗体はSPSの新たなマーカーとされ、患者の65%で検出されるとも言われる。抗ゲフィリン抗体は腫瘍随伴性SPSの1例、抗GLRA1抗体はグリシン受容体α1サブユニットに対する抗体で、最初PERMの1例で確認された後、複数のSPS患者からも検出されるようになった。

### 腫瘍随伴性
腫瘍の発生に伴い、SPSを併発することがある（傍腫瘍症候群、腫瘍随伴症候群）。この場合、抗アンフィフィシン抗体が高い割合で検出される。
抗アンフィフィシン抗体陽性の場合、SPSの症状は首や腕回りに強く現れることが多い。主な症例として、乳がん、胸腺腫、ホジキンリンパ腫、肺がんなどがある。

## 症状
典型的なSPSは、体幹（軸）周囲の筋肉を主部位とするが、そのほか全身性、特定部位に顕著な症状など多岐にわたる。各部位の筋肉では、硬直 (stiffness) 、固縮 (rigidity) 、痙攣 (spasm) 、ミオクローヌス (myoclonus) などが発生する。
- 傍脊柱筋の強直により、体が弓なりになる（過前弯症、脊柱前弯過度）。
- 全身の筋硬直（板状、蝋人形状、「スズの兵隊 (tin soldier) 」）。全身の痙攣、ミオクローヌス（筋間代）。
- 表情筋の硬直による、表情の減少。咽頭喉頭筋の硬直による、嚥下障害、構音障害。
- 胸部硬直による、呼吸困難。
- 腰部、脚部の硬直による歩行困難、転倒。
- 腕や足の強直、痙攣。

### 自律神経障害
発作性の自律神経障害として、一時的な異常高熱、発汗、頻呼吸、心搏急速、瞳孔拡大、高血圧がおきる場合がある。

## 診断
診断基準として、以下の4点が提起された。
1. 四肢と軸（体幹）筋の筋固縮（腹部・胸腰部の傍脊柱筋で顕著） - 体の回転と屈曲が困難になる
2. 作動筋と拮抗筋の継続共同短縮（臨床的・電気生理学的に追認される）
3. 予想外の音、触覚型の刺激、感情的な動揺により促進される不規則な痙攣
4. 硬直と固縮を症状とする、他の神経性疾患の不在

そのほか、抗GAD65抗体・抗アンフィフィシン抗体などの自己抗体の検出が診断の一助となる。以前は、ジアゼパムによる症状の改善が診断基準の一つであったが、陰性率が高いために、現在では診断基準としては推奨されない。

## 検査
診断を補助する検査として、表面筋電図による測定と、自己抗体検査がある。

## 治療
根治できる治療はなく、基本的に対症療法となる。日常的な服用の内服治療と、免疫状態を改善する免疫治療がある。また、傍腫瘍症候群の場合は腫瘍の除去が行われる。

### 内服治療
一時的に筋肉を弛緩させる薬として、ジアゼパム（セルシン、エリスパン、ジアパックス、セエルカム）、バクロフェン（ギャバロン、リオレサール）などのGABA作動薬を服用する。これらは通常経口で投与される。特別な治療法として、体内のポンプで持続的にバクロフェンを投与するITB療法（バクロフェン髄注療法）も行われた例がある。

### 免疫治療
主な治療法として、免疫グロブリン療法 (IVIg) 、アフェレーシス療法（血漿交換、免疫吸着）、免疫抑制療法（ステロイド、免疫抑制剤の投与）がある。リツキシマブ（リツキサン）を使用し、改善した症例もあるが、NINDS による第2相臨床試験は、明確な効用が認められなかったとの発表があり、その効果については不透明である。

## 診療科
- 神経内科

## 罹患した人物
- セリーヌ・ディオン
- 中村うさぎ

## 関連文献
- 富岳亮、田中惠子「Stiff-person症候群と自己抗体」『BRAIN and NERVE』第65巻第4号、医学書院社、2013年4月、pp. 395-400。
- 松本英之、宇川義一「不随意運動と姿勢異常－臨床像と治療最前線 10 Stiff-person症候群」『BRAIN MEDICAL』第20巻第3号、メディカルレビュー社、2008年9月、pp. 283-289。
- 石井亜紀子、大越教夫「Stiff-person症候群の病因」『神経内科』第64巻第4号、科学評論社、2006年4月、pp. 355-360。
- 林明人「Stiff-person症候群の臨床」『神経内科』第64巻第4号、科学評論社、2006年4月、pp. 361-367。
- 松井尚子,田中惠子,梶龍兒：「スティッフ・パーソン症候群と自己抗体」、医学書院 BRAIN and NERVE、70巻4号（2018年4月）, pp.357-362。
- 松井尚子,田中惠子,和泉唯信：「スティッフパーソン症候群」、医学書院　BRAIN and NERVE、75巻6号（2023年6月），pp.749-754、https://doi.org/10.11477/mf.1416202410　。
- 「スティッフパーソン症候群」(MSDマニュアル、改訂／2020年12月）。
- 日本アフェレシス学会雑誌：7-16-50 神経疾患領域：スティッフパーソン症候群